# Bergbúa þáttr
Bergbúa þáttr (”Sagan om bergbon”) är en islänningatåt som ingick i handskriften Vatnshyrna, vilken förstördes i den stora branden i Köpenhamn år 1728. En avskrift av handskriften hade dock gjorts 1686 av Árni Magnússon och tåten finns nu bevarad i AM 426 fol  och AM 564a 4to (Gervi-Vatnshyrna).
Med sagan har införlivats en dikt, en så kallad flokkr, bestående av tolv strofer på dróttkvætt, vilkas upphovsman sägs ha varit en bergalv vid namn Hallmundr. Dikten, som innehåller en mytologisk förklaring av vulkanutbrott, har i sagan inget eget namn, men har senare kommit att kallas Hallmundarkviða (”Hallmunds kväde”). Sagans syfte verkar vara att förklara hur denna dikt blev känd bland människor.
Bergbúa þáttr antas ha tillkommit på 1200-talet, men det är troligt att den flokkr som utgör berättelsens kärna är betydligt äldre. Kanske har den diktats redan på 900-talet.

## Handling
Sagan berättar om en man vid namn Þórðr (Tord), som tillsammans med en av sina huskarlar var på väg till kyrkan när de överraskades av en snöstorm. De sökte skydd under ett klipputsprång och fann då en grotta i berget. Innan de gick in ristade Þórðr korstecknet i marken framför ingången och de stannade helt nära öppningen. Under natten hördes stort gny inifrån grottan, och de såg vad som tycktes vara två skinande fullmånar eller sköldar i mörkret. De förstod att det var ögonen på en väldig varelse. Denne kvad med hög röst ett kväde på tolv strofer, och i sista strofen uppmanades de att lära sig kvädet utantill, annars skulle det gå dem illa. Tre gånger under natten framförde  grottvarelsen sitt kväde, och varje gång han kvad kunde de se hans ögon, men de såg aldrig hur han såg ut. Han sade sig heta Hallmundr och i elfte strofen kallar han sig för en bergalv (bjargálfr), vilket har tolkats som ett bergatroll eller en jätte.
Då morgonen grydde lämnade de grottan. Þórðr hade då lärt sig kvädet, men huskarlen kom inte ihåg ett ord. På dagen ett år efter händelsen dog huskarlen, men Þórðr drabbades inte av någon skada. För säkerhets skull flyttade han dock sin gård närmare kyrkan, och grottan där de hade tagit sin tillflykt återfanns aldrig. Den var ett bländverk, enligt sagan.

## Hallmundarkviða
Första halvan av Hallmundarkviða beskriver ett vulkanutbrott med många dödsoffer. Kaskader av eld kastas mot himlen, askmoln släcker ut solljuset, dånet är öronbedövande, jorden bävar, lava rinner över marken, en glaciär brinner och floder ändrar sina lopp. I diktens andra del gör skalden ett försök att förklara skeendet utifrån sina egna religiösa/mytologiska kunskaper. Händelseförloppet tolkas som en strid mellan gudar och jättar, mellan åskguden Tor och eldjätten Surt. Till sin anda är dikten hednisk och skalden har troligen själv varit ögonvittne till utbrottet. Den apokalyptiska undergångsskildringen påminner i stilen om Vǫluspá och Merlínússpá.
Det anses numera som sannolikt att det vulkanutbrott som skildras var det som skapade lavafältet Hallmundarhraun i Borgarbyggð. Utbrottet kom från en krater under Langjökulls is och inträffade omkring år 940, men kan ha pågått under flera år, vilket också framgår av dikten. Dödsoffer har troligen krävts; fem gårdar som omtalas i Landnámabók är efter utbrottet försvunna och nämns aldrig sedan.
Vulkanutbrottet vid Hallmundarhraun var ett av de första större utbrotten på Island sedan landet bebyggdes. Hallmundarkviða är därför intressant också ur språklig synpunkt. Nybyggarna hade kommit från geologiskt stabila områden i Skandinavien och på de brittiska öarna. Deras vokabulär rörande vulkanism var begränsad. För att klä sina upplevelser i ord tillgriper skalden analogier och metaforer. Orden betyder inte riktigt vad de brukade betyda, men blir begripliga för alla som delar skaldens erfarenhet. För att göra sammanhanget fattbart mytologiseras skeendet, men också myterna krävde anpassning. Någon lavajätte Aurnir, som nämns i dikten, fanns nog inte i Norge – men namnet kommer av aurr som betyder ”lera”, och just detta ord har också på andra ställen i kvädet kommit att få specialbetydelsen ”lava”. Rinnande ”lera” (= ”lava”) sägs i sjätte strofen välla upp ur jorden, och i tolfte strofen uppges Aurnis brunn ännu inte vara tömd, det vill säga lavaströmmen kan fortsätta. Surt (”den av elden svärtade”), som nog från början varit en personifikation av den svedda marken efter en skogsbrand, görs i kvädet till en mäktig vulkanjätte.
Kvädets författare är okänd, men det har gissats att han skulle kunna vara identisk med en viss Þorvaldr holbarki, som enligt Landnámabók vid denna tid sägs ha besökt Hallmundarhraun för att framföra en drápa om jätten som bodde i Surts grotta. Denna jätte bör rimligen ha varit Surt. Hur Hallmundr kommer in i bilden är oklart, men i Grettes saga uppges att lavafältet Hallmundarhraun fick sitt namn efter en grottman som hette Hallmundr, och det kan noteras att de två sista raderna i första strofen av Hallmundarkviða är identiska med omkvädet i Hallmundarflokkr, som Grette enligt samma saga diktade om denne man.